# Ljubomir Radanović
Ljubomir Radanović (Cetinje, 1960. július 21. –) olimpiai bronzérmes jugoszláv válogatott montenegrói labdarúgó, hátvéd.

## Pályafutása

### Klubcsapatban
1977 és 1981 között az FK Lovćen, 1981 és 1988 között a Partizan labdarúgója volt. A Partizannal három jugoszláv bajnoki címet szerzett. 1988 és 1990 között a belga Standard de Liège, 1990–91-ben a francia OGC Nice, 1991–92-ben ismét a Standard de Liège, 1992 és 1995 között a svájci AC Bellinzona játékosa volt

### A válogatottban
1983 és 1988 között 34 alkalommal szerepelt a jugoszláv válogatottban és három gólt szerzett. Részt vett az 1984-es franciaországi Európa-bajnokságon. Az 1984-es Los Angeles-i olimpián bronzérmet szerzett a csapattal.

## Sikerei, díjai
Jugoszlávia
- Olimpiai játékok
  - bronzérmes: 1984, Los Angeles

 Partizan
- Jugoszláv bajnokság
  - bajnok (3): 1982–83, 1985–86, 1986–87